# Шебештьен, Марта
Марта Шебештьен (род. 19 августа 1957, Будапешт) — венгерская певица, композитор и актриса
.

## Биография

### Ранние годы
Марта Шебештьен родиласть в Будапеште (Венгрия). Её мать, композитор, училась музыке у Золтана Кодая. Её отец был экономистом и писателем. Когда Шебештьен было семь лет, её отец, вернувшись из поездки в США в качестве приглашенного профессора (по гранту Фонда Форда), привёз домой большую коллекцию записей этнической музыки из Смитсоновского института. Шебештьен получила образование в гимназии Миклоша Радноти в Будапеште.

### Карьера
Шебештьен является одной из основателей венгерской фольклорной группы Muzsikás. Она известна адаптациями народных песен регионов Шомодь и Эрдей, некоторые из которых появляются в альбоме Deep Forest Boheme, получившем премию Грэмми в номинации Best World Music Album в 1995 году. Она также адаптировала народные песни на языках хинди, идише, сербском, болгарском, словацком в традиционный венгерский стиль. Она пела и записывала материал для альбома Kaddish группы Towering Inferno (Ричард Вольфсон и Энди Сондерс, 1993). Она также записала песню «Rivers» для альбома нескольких исполнителей Big Blue Ball, выпущенном в 2008 году.
Песня Шебештьен «Szerelem, szerelem» в исполнении группы Muzsikás прозвучала в фильме «Английский пациент» (1996). Ещё три песни, которые она записала с Muzsikás, появились в японском аниме-фильме «Ещё вчера» (1991) студии Ghibli: «Teremtés» («Творение»), «Hajnali nóta» («Утренняя песня») и «Fuvom az énekem» («Я пою свою песню»). В фильме Коста-Гавраса 1989 года «Музыкальная шкатулка» прозвучала первая половина песни Шебештьен «Mária altatója».
1 июня 2010 года Шебештьен была удостоена звания «Артист ЮНЕСКО во имя мира».

## Избранная дискография

### Как основной исполнитель
- Márta Sebestyén and Muzsikás (Hannibal, 1987)
- Apocrypha (Hannibal, 1992)
- Kismet (Hannibal, 1996)

### С Энди Ирвайном и Дэйви Спиллейном
- EastWind (Tara, 1992)

### С разными исполнителями
- The Rough Guide to the Music of Eastern Europe (World Music Network, 1999)
- Big Blue Ball (Real World, Rykodisc, 2008)